# (293878) Tapping
(293878) Tapping est un astéroïde de la ceinture principale.

## Description
(293878) Tapping est un astéroïde de la ceinture principale. Il fut découvert le 9 septembre 2007 à Mauna Kea par David D. Balam. Il présente une orbite caractérisée par un demi-grand axe de 2,36 UA, une excentricité de 0,19 et une inclinaison de 3,6° par rapport à l'écliptique.

## Compléments